# Евдокия (супруга Феодосия II)
Э́лия Евдоки́я Авгу́ста (лат. Aelia Eudocia Augusta, др.-греч. Αἰλία Εὐδοκία Αὐγούστα; до крещения Афинаида, лат. Athenais, др.-греч. Ἀθηναΐς; ок. 401 — 20 октября 460 года) — супруга византийского императора Феодосия II. Известна как талантливая поэтесса, некоторое время покровительствовала монофизитам. Провела последние годы своей жизни в Иерусалиме, занимаясь строительством церквей и благотворительностью. Канонизирована Православной церковью в лике благоверных, память 13 августа (по юлианскому календарю).

## Происхождение и брак с Феодосием
Евдокия родилась в Афинах около 401 года, была дочерью философа Леонтия (кроме дочери, у него было ещё два сына, Валерий и Гессий). Её отец был ритором в Афинской академии и, возможно, именно о нём сообщает в своём сочинении историк Олимпиодор Фивянин. По рождению Евдокия была язычницей и носила имя Афинаида (в честь богини Афины). Когда её отец умер, то оставил следующее завещание:

…отрокам даровал имущество своё — все одежды, и всё золото, и весь скот, и все сосуды, и всех рабов — был он богат и немалым владел имуществом. Дочери же завещал, любя её, только сто золотых монет и предрёк ей счастливую судьбу,<ибо есть у неё> всё превосходящая женская прелесть.

Согласно византийскому хронисту Георгию Амартолу, Леонтий в своём завещании пророчески записал, объясняя малую долю наследства для Афинаиды, «ведь ей достаточно участи её».

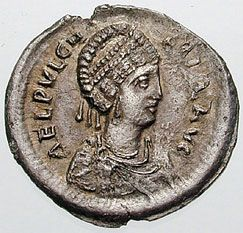
Пульхерия

Ранняя биография Евдокии изложена у Иоанна Никиусского (конец VII в.), Георгия Амартола и в стихотворной хронике XII века Константина Манассии. Афинаида просила братьев выдать ей согласно завещанию долю из наследства, но получила отказ и ушла жить к тётке по матери, которая увезла её в Константинополь к тётке по отцу. Обе тётки посоветовали Афинаиде обратиться за помощью в разрешении наследственного спора к Пульхерии, старшей сестре императора Феодосия II.
Пульхерия в это время была занята по просьбе брата поисками ему невесты и удостоила Афинаиду встречей. Юная Афинаида была хороша собой, Иоанн Малала оставил такой отзыв о ней: «Юная женщина с замечательной внешностью, утончённая в манерах, с хорошей фигурой, обладающая даром красноречия, эллинка, девственница и дочь философа». Историк начала XX века Шарль Диль так представил себе встречу Афинаиды с всемогущей сестрой императора:

Афинаиде было двадцать лет. Поразительной красотой она обладала, и удивительным сложением, и довольно высоким ростом. Белокурые вьющиеся волосы золотым ореолом обрамляли лицо, ещё больше оттеняя свежесть и нежность её кожи; взгляд у неё был прекрасный, глаза умные и живые, в то же время скромно опускавшиеся; безукоризненной формы греческий нос и грациозная, благородная поступь дополняли обаяние молодой девушки. При этом она ещё умела хорошо говорить; свою просьбу она изложила в совершенстве. Пульхерия пришла в восторг, была сразу побеждена.

Набожная Пульхерия спросила Афинаиду, сохранила ли она девственность, и услышав положительный ответ, представила её императору. Афинаида произвела впечатление на императора, и он согласился с выбором сестры:

В сем году Аттик крестил Афинаиду, дочь философа Леонтия, и назвал её Евдокией. Согласно выбору Пульхерии, она вышла замуж за Феодосия…
— Хронография Феофана, год 5911 / 411 (421)
Свадьба состоялась 7 июня 421 года. Узнав об этом, братья Евдокии пришли в ужас. Однако она вызвала их в столицу и назначила на высокие посты в имперской администрации, успокоив словами: «Если бы вы не поступили со мной плохо, я бы не оказалась в столице империи и не стала бы императрицей».

## Жизнь в Константинополе

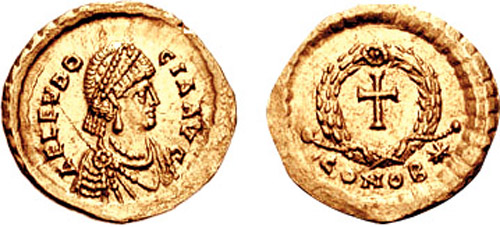
Золотой тремисс с изображением Евдокии.
Вокруг портрета надпись
AEL EVDO-CIA AVG (Элия Евдокия Августа).

К тому моменту, как Евдокия стала женой Феодосия, делами империи уже семь лет управляла его старшая сестра Пульхерия. Она в 16 лет дала обет безбрачия и за время своего «правления» превратила императорский дворец в подобие монастыря. В этом духе ею был воспитан Феодосий, и в эту аскетичную среду попала Евдокия, получившая в Афинах эллинское (языческое) воспитание и образование.
В конце 422 года Евдокия родила Феодосию дочь Евдоксию, ставшую позже женой императора Валентиниана III. Вскоре после рождения дочери 2 января 423 года Феодосий объявил Евдокию августой. Этим он уравнял её в достоинстве со своей сестрой Пульхерией и, как отмечают историки, с этого времени влияние Евдокии на Феодосия стало возрастать. Вскоре Евдокия родила вторую дочь, Флаккиллу, умершую в 431 году. Из одной римской надписи делались предположения о рождении у Евдокии сына Аркадия, однако современные историки пришли к выводу, что речь в надписи идёт не о сыне Евдокии.

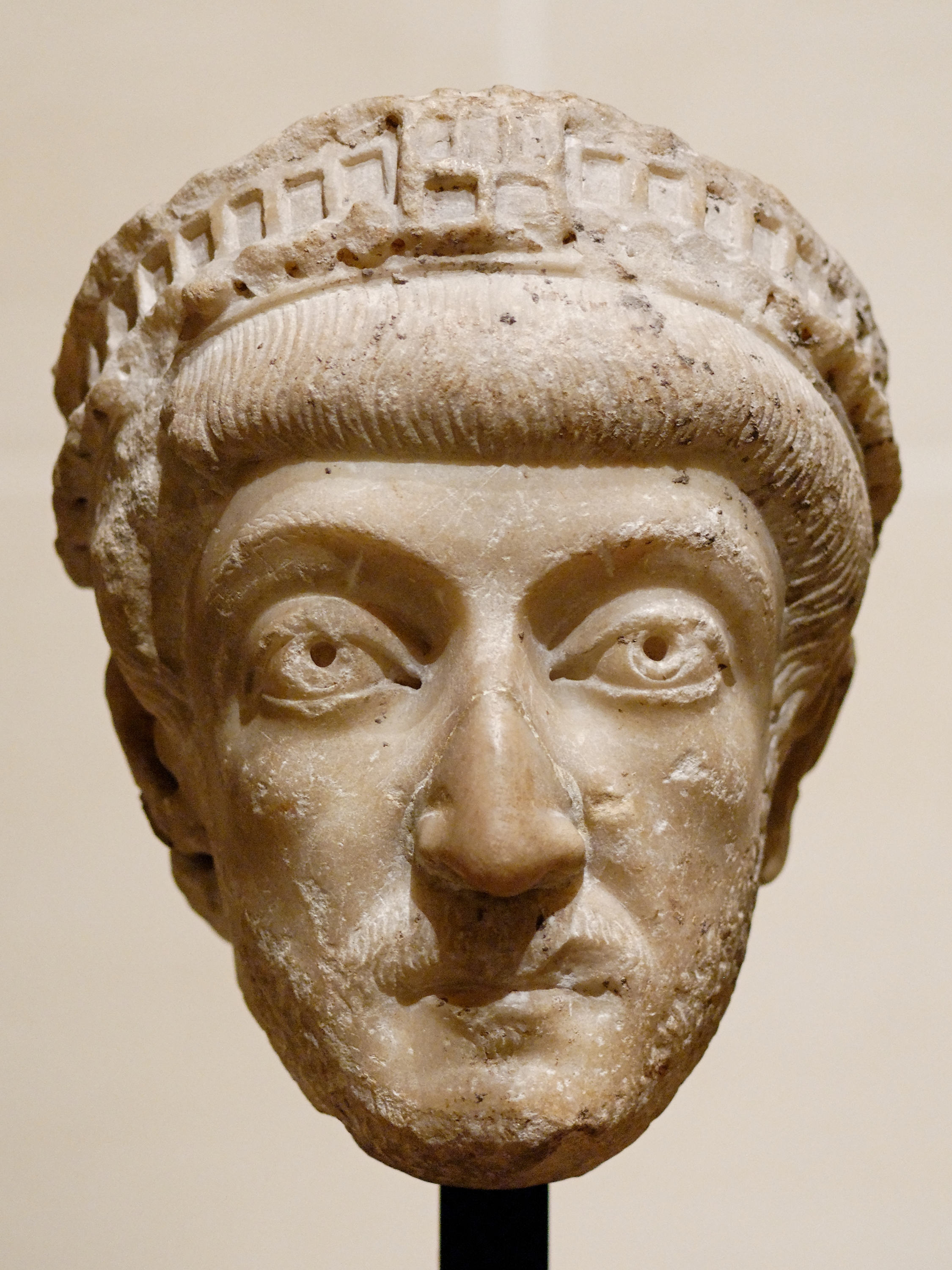
Феодосий II (бюст, Лувр)

Современники высоко отзываются о просвещённой императрице. Живший в одно время с ней церковный историк Сократ Схоластик заметил по поводу празднования византийской победы в 422 году над персами: «Да и сама супруга царя написала стихи героическим размером, потому что почиталась женщиной умной».
Не без участия Евдокии в 425 году в Константинополе был открыт университет, в котором первенствующее место было отведено изучению греческой культуры и философии. В 428 году, после появления несторианской ереси, Евдокия встала на сторону мужа, который симпатизировал Несторию и созвал Эфесский собор, не имея цели осудить его (Пульхерия же не разделяла взгляды брата и поддерживала Кирилла Александрийского). Несмотря на это, Собор осудил учение Нестория, с чем впоследствии согласился и Феодосий. Это был триумф Пульхерии, начинавшей было утрачивать свою роль в делах управления империей.
В 438 году Евдокия исполнила обет, что в случае супружества дочери она, подражая святой императрице Елене, совершит паломничество в Святую землю. В путешествии в Иерусалим она провела год:

После торжественного шествия по всей Азии, где она в Антиохии, с высоты золотого престола, произнесла собственного сочинения речь в честь города, она прибыла в Иерусалим и была встречена Меланией Младшей, пользовавшейся незадолго перед тем её гостеприимством в Константинополе. В Иерусалиме она раздала обильные дары, пожертвовала для Голгофского придела великолепный золотой крест, осыпанный драгоценными камнями, присутствовала при освящении церкви, выстроенной Меланией и, пробыв несколько месяцев в Святом Граде, возвратилась в Константинополь.

В Антиохии Евдокия закончила свою речь к горожанам словами: «Горжусь и тем, что мой род — от вашего рода и крови» (подразумевая своё родство с греческими колонистами, основавшими город). По сообщению Евагрия Схоластика, горожане почтили её «искусно выработанной одной статуей», а император Феодосий по её просьбе «к этому городу присоединил значительную часть местности, проведя его стену до самых ворот дафнийского предместья».
Среди реликвий, привезённых Евдокией из Иерусалима в Константинополь, были часть мощей первомученика Стефана, вериги апостола Петра (одну из цепей она отправила дочери в Рим) и Влахернская икона Божией Матери.
После возвращения в столицу влияние Евдокии заметно усилилось: префектом претория Востока стал её фаворит Кир из Панополя, учёный и поэт, близкий царице по эллинской культуре. Она заручилась поддержкой евнуха Хрисанфия, имевшего большое влияние на Феодосия, и вместе с ним приступила к отстранению Пульхерии от управления империей. Феофан Исповедник пишет, что сам Хрисанфий вошёл в доверие к Евдокии, чтобы использовать её для собственной цели по смене константинопольского патриарха, чему противилась Пульхерия.
По наущению евнуха Евдокия попросила Феодосия, чтобы тот повелел патриарху Флавиану посвятить Пульхерию, как давшую обет девственности, в диакониссы. Флавиан не стал противиться воле императора, но попросил Пульхерию «не допускать его к себе, чтобы не быть ему принуждену сделать ей какое-либо огорчение». Пульхерия, узнав о заговоре, не стала бороться и «удалилась в Евдомон на покой», а Феодосий и Евдокия «вознегодовали на Флавиана за то, будто он открывает тайны дома их». Такие действия Евдокии вызвали негодование у клерикальной партии, привыкшей управлять делами при Пульхерии, что привело к опале императрицы.

## Опала
Около 441 года Евдокия была заподозрена мужем в любовной связи с Павлином, другом детства Феодосия II. Иоанн Малала, автор «Хронографии» (VI век), первым передал эту историю в романтическом виде:

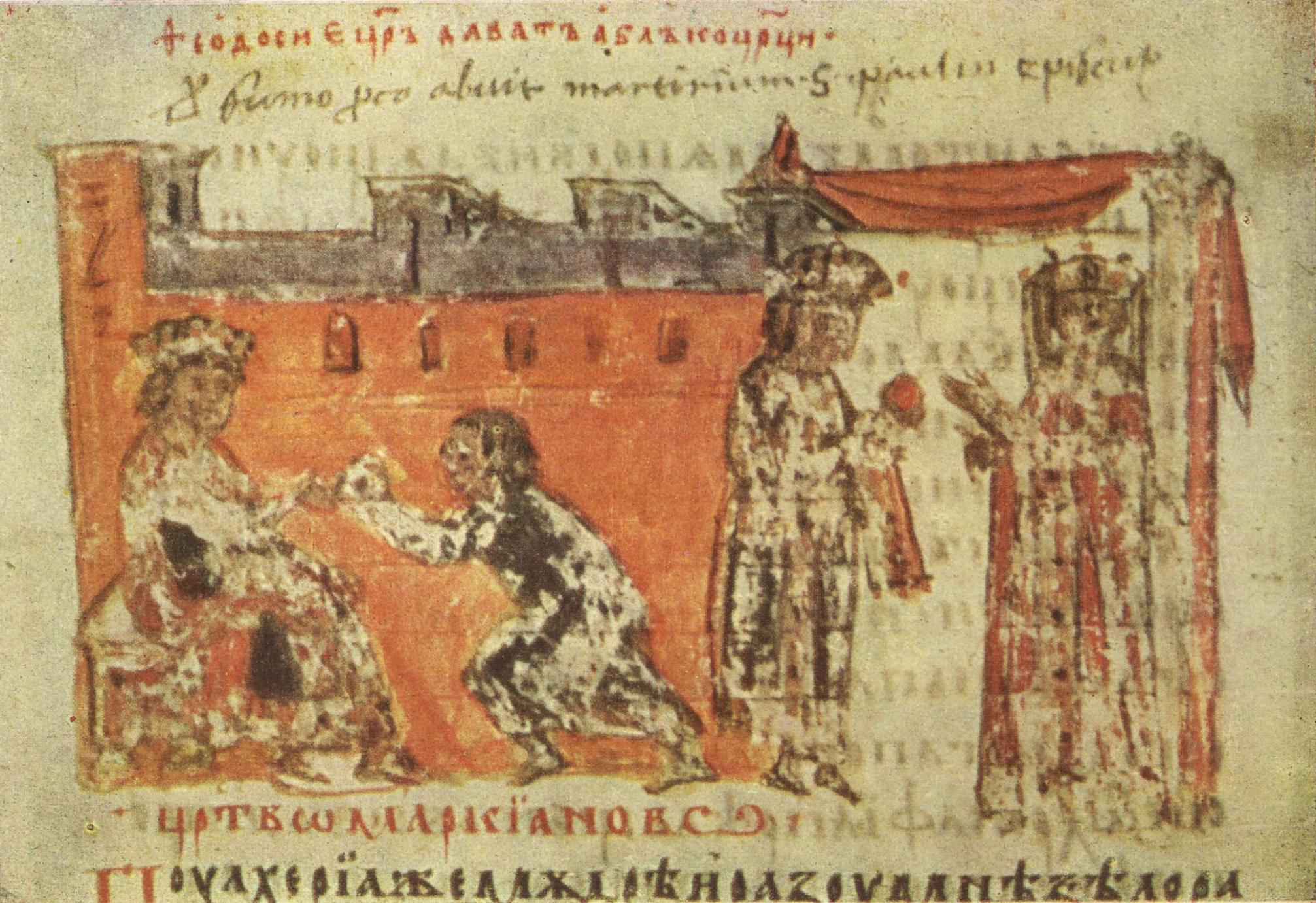
История опалы Евдокии
(миниатюра из хроники Константина Манассии)

Некий бедняк принёс Феодосию фригийское яблоко необыкновенно большого размера. Император удивился ему, так же как и весь его двор. Немедленно император выдал 150 номисм человеку, принёсшему яблоко, и отослал яблоко августе Евдокии. Августа переслала его к магистру Павлину как другу императора. [Магистр Павлин из-за больной ноги оставался дома] Но Павлин, не зная, что император послал яблоко императрице, принял его и отослал императору Феодосию, как только тот вернулся во дворец. Когда император получил яблоко, он признал его и спрятал. Вызвав августу, он спросил её: «Где яблоко, что я послал тебе?» — Она ответила: «Я его съела». Тогда он, заклиная своим спасением, призвал её под клятвой признаться, съела ли она яблоко, или кому-нибудь послала. И она поклялась: «Я никому его не посылала, но съела.» Тогда император приказал принести яблоко и показал ей. Он был разгневан на неё, подозревая её в том, что она послала яблоко по причине её влюблённости в Павлина и потому отрицала это. По этому поводу Феодосий казнил Павлина. Императрица Евдокия переживала и чувствовала себя оскорблённой, потому что везде знали, что Павлина казнили из-за неё, так как был он очень красивый юноша.
— Иоанн Малала, кн. XIV
Насколько верна эта история, изложенная в деталях лишь поздними историками, установить не представляется возможным, но современник событий Несторий пишет, что «демон супружеской измены погрузил императрицу в стыд и унижение».
После этих событий Евдокия упросила царя отпустить её в Иерусалим для молитвы. Феодосий легко согласился на это, так как, по мнению Шарля Диля, уже не чувствовал к Евдокии ничего, кроме ненависти, подозрительности и злобы, разжигаемыми его свитой. Житийная литература умалчивает об опале Евдокии, сообщая, что в Иерусалим на поклонение святыням она отправилась только после смерти своего мужа.
Казнь Павлина произошла в 444 году в Каппадокии, куда император выслал его.
После того, как Евдокия удалилась в Иерусалим, Пульхерия попыталась захватить всю её собственность. Согласно хронисту VII века Иоанну из Никиу, стороннику монофизитов, Пульхерия подготовила указ о переходе дворца и прочего имущества императрицы в её собственное владение. Когда Феодосий собрался подписать документ, он заметил дополнение: «Императрица Евдокия становится моей [Пульхерии] рабыней». Разгневанный император отослал сестру и перестал следовать её желаниям. Впрочем более поздний хронист Феофан, прославляющий деяния Пульхерии, обращает историю о несостоявшемся рабстве императрицы в шутку: «Между прочим премудрая Пульхерия раз предложила ему [Феодосию] бумагу об отдаче ей в рабство супруги его, Евдокии, которую он не читавши, подписал, за что потом она укоряла его».

## Жизнь в Иерусалиме

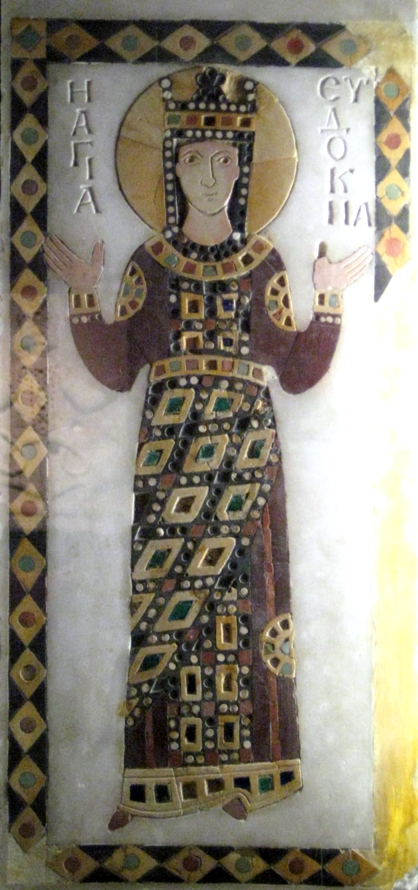
Императрица Евдокия.
Икона из мрамора, инкрустированная драгоценными камнями, X век — чуть ли не единственный уцелевший предмет в подобной технике. (Стамбул, Археологический музей, ранее — церковь монастыря Липса)

В 443 году Евдокия переехала в Иерусалим. Первое время она жила в нём как императрица, окружённая свитой, где выделялись священник Север и диакон Иоанн, которых она привезла вместе с собой из Константинополя. Правитель Иерусалима Сатурнин донёс об этом Феодосию и тот, всё ещё подозревая в гневе Евдокию в супружеской неверности, «дал повеление отрубить им головы». Евдокия отомстила доносчику за эту обиду, Сатурнин пал от рук убийц, возможно подкупленных или просто направляемых опальной императрицей.
После этого в жизни Евдокии начался новый период: Феодосий отозвал из Иерусалима всех составляющих её свиту императорских чиновников и, таким образом, лишил её преимуществ императорского звания. Она начала жить как частное лицо, но благодаря оставшимся у неё богатствам прославилась как щедрая благотворительница и устроительница церквей, монастырей и больниц. Рядом с базиликой Гроба Господня был построен великолепный дворец для иерусалимских епископов, она восстановила разрушенные более столетия назад стены Иерусалима, считая, что именно к ней относятся строки 50-го псалма: «Ублажи, Господи, благоволением (по гречески — Евдокия) Твоим, Сион, и пусть воздвигнутся стены Иерусалимские». Бурная строительная деятельность Евдокии была схожа с деятельностью императрицы Елены, в результате чего в легендах произошло их отождествление. Так коптское предание об обретении Животворящего Креста приписывает его находку Евдокии.

### Покровительство монофизитам
«…в истории Церкви бывали очень большие размолвки, все участники которых потом оказывались святыми»
Христианство, став государственной религией Римской империи, в V веке ещё только формировало свою идеологию, разделяясь периодически на разные течения в попытках трактовать сущность Бога. Общепризнанные теологические взгляды, часто при поддержке власти, канонизировались на соборах, а отклоняющиеся от господствующей линии объявлялись ересями. Хотя ереси преследовались (но без истребления десятков тысяч отступников, как в более поздние века), в целом императорская власть относилась терпимо к инакомыслию, и особенно авторы этой эпохи хвалили за это императора Феодосия II, отмечая, несмотря на его мягкость и слабый характер, твёрдый тон его религиозной политики.
Евдокия окружила себя в Иерусалиме аскетами и монахами, начала интересоваться вопросами христианского богословия, симпатизировать монофизитам и их лидеру Диоскору Александрийскому, одержавшему на Эфесском разбойничем соборе в 449 году победу над православной партией. В 451 году учение монофизитов было осуждено Халкидонским собором, но Евдокия всё равно оставалась ему верна. Согласно Хронографии Феофана «монах Феодосий, муж погибельный, тотчас после Халкидонского собора отправился в Иерусалим, и узнавши, что царица Евдокия расположена к Диоскору, низложенному собором, начал громко кричать против собора, обвиняя его в ниспровержении православной веры, чем привлёк на свою сторону царицу и монахов». То, что Евдокия так легко приняла проповедь Феодосия против Халкидонского собора, исследователи объясняют тем, что она считала этот собор — собором Пульхерии и поэтому была против него. В результате к моменту возвращения иерусалимского патриарха Ювеналия (на Эфесском соборе он поддержал Диоскора, а на Халкидонском отрёкся от монофизитов, был оправдан и возвращён на иерусалимскую кафедру) в городе был подготовлен бунт:

Не теряя времени, Евдокия наняла войско, вооружила монахов, поставила стражу на возведённые ею Иерусалимские стены и, когда Ювеналий, гордясь достигнутым званием патриарха, вступил в Иерусалим, его окружила толпа, настойчиво требовавшая, чтобы он проклял собор и отказался от своей подписи. Патриарх не согласился, и тогда мятежная толпа рассеялась по городу, отворила двери тюрьмы, предала избиению приверженцев Ювеналия и наконец ринулась в базилику гробницы Господней, где провозгласила Феодосия Иерусалимским патриархом.

Феодосий стал рукополагать новых епископов, пользуясь поддержкой палестинского монашества. Византийский император Маркиан направил в Палестину войска, которые 16 января 452 года взяли в осаду церковь Гефсимании, куда на праздник собрались отступники. В 453 году после 20 месяцев отсутствия патриарх Ювеналий вернулся на свою кафедру. Феодосий бежал в Синайский монастырь, а Евдокия, невзирая на увещевания дочери Евдоксии, зятя Валентиниана и папы римского Льва Великого, оставалась сторонницей монофизитов.
История возвращения Евдокии незадолго до смерти в лоно православия весьма подробно описана у историков, а также в агиографической литературе, так как её раскаяние было важно для факта её канонизации. Евдокия раскаялась в своей поддержке учения монофизитов после жизненных неприятностей, которые она посчитала Божьей карой: её зять римский император Валентиниан был убит заговорщиками, а её дочь насильно взял в жены организатор заговора. Вандалы в 455 году разграбили Рим и увели дочь Евдоксию и внучек Евдокии в плен.
Евдокия отправила посланника в Антиохию к Симеону Столпнику спросить, чем ей умилостивить этот «небесный гнев». Симеон ответил: «Я же весьма удивляюсь тому, что, имея источник вблизи, пренебрегаешь им, и тщилась почерпнуть той же воды издалёка: ты имеешь там богоносного Евфимия, следуй его учению, — и спасёшься». Евдокия обратилась к проживавшему в Палестинской пустыне Евфимию Великому, известному подвижнику своего времени. Он «утешил Евдокию, убедил её в её заблуждениях и возвратил к православию». По примеру Евдокии многие из палестинских сторонников монофизитов примирились с патриархом Ювеналием.

### Смерть
Во искупление вины за длительную поддержку ереси Евдокия построила на месте смерти первомученика Стефана базилику в его честь — более обширную и богатую, чем храм Гроба Господня. Рядом с ней она подготовила себе гробницу.
Скончалась Евдокия 20 октября 460 года, пережив своего мужа Феодосия († 450 г.) и соперницу в борьбе за влияние на императора Пульхерию († 453 г.). По свидетельству хронистов, «умирая же, она исповедовалась, что не сознается о наговорах <против себя> о Павлине». Готовясь к смерти, она торопилась с освящением базилики Святого Стефана и вызвала из лавры святого Ефимия монахов для молитв на своей могилой. Евдокия скончалась 20 октября 460 года, её погребение совершил иерусалимский патриарх Анастасий.
Позднее рядом с императрицей Евдокией была погребена её внучка, бежавшая от вандалов и носившая тоже имя Евдокия. Их гробницы были разрушены вместе с базиликой святого Стефана при нашествии персов в 614 году.

## Литературная деятельность
Евдокия известна как талантливая поэтесса, сочинившая ряд произведений эпическим классическим гекзаметром как на исторические, так и на религиозные темы. Она является единственной поэтессой, включённой константинопольским патриархом Фотием в его «Библиотеку».
Написанные Евдокий произведения:
- героические стихи об одержанных над персами победах в 422 году (утрачены);
- стихотворное переложение избранных мест из первых восьми книг Ветхого Завета (этими стихами восхищался патриарх Фотий);
- стихотворное переложение из пророческих книг Захарии и Даниила;
- «Όμηρόχεντρα» (Гомероцентоны) — написанное героическим гекзаметром стихотворное изложение библейской истории, преимущественно эпизоды из книги Бытия и земной жизни Иисуса Христа, составленное исключительно из гомеровских строк. Центоны состоят из 2344 строк. Они дают четкое представление о том, кем была Евдокия, и во что она верила. Поэма сочетает её классический афинский уровень образования и христианскую веру. Марк Ашер проанализировал это стихотворение, чтобы понять, почему Евдокия решила использовать гомерические темы как средство, чтобы выразить свои библейские интерпретации. По словам Ашера, Евдокии было необходимо передать человеческий опыт, относящийся к Библии. Она использовала темы из Илиады и Одиссеи, потому что «они содержали всё, что было нужно Евдокии, чтобы рассказать историю Евангелия»[48]. Всякий раз, когда и где Евдокии было необходимо выразить величие, боль, правдивость, лживость, красоту, страдание, траур, признание, понимание, страх или удивление, наиболее подходящими были гомеровские строки, автоматически возникавшие в её памяти, в силу её образования. Гомеровская поэзия Евдокии имеет важное значение для понимания её как образованной женщины-христианки в Восточной Римской империи, и понимание её роли в качестве императрицы. Её классический образовательный фон отчетливо виден в её поэзии, которая захватывает литературным талантом. Она в данном сочинении соединила свою любовь к изучению классической греческой литературы со своими христианскими убеждениями[49];
- стихотворение в 16 строк, написанное в банях Гадары (Хамат-Гадер, юго-восточнее Тивериадского озера), точно подписанное именем Евдокии и маркированное крестами, восхваляет целебный источник, богиню здоровья Гигиею и св. Илию;

Огненным блеском в очах цветок золотой, благолепен

лик в ореоле волос. Хитон, сверкающий снегом,

стан покрывает Его. Стопой попирает Он землю.

Дерзкий слепец предстал перед Ним, Его перед славой

неизреченной. Великого Господа, богом осмелясь

сам возомнить себя в слепоте, вызывает на битву.
- поэма «Киприан и Юстина» в трех книгах, посвящённая Киприану Антиохийскому, была опубликована Евдокией под своим языческим именем Афинаида (сохранился отрывок в 900 строк, найденный во Флоренции Анджело-Мария Бандини[50] — это I книга без начала и II книга без конца). В 1860 году её текст был опубликован в Греческой патрологии Миня[47]. В поэме выражена идея борьбы христианства и язычества на примере житийной истории Киприана, бывшего сначала известным магом, вызывателем демонов, а затем после обращения в христианство рукоположённым в епископы. Киприан и его возлюбленная Юстина, пройдя путь от взаимной человеческой страсти до любви к Богу, приняли мученическую смерть[51]. По оценке критиков некоторые образы, созданные в этом сочинении Евдокией, «дают предчувствовать прекрасные образы Мильтона в его поэме „Потерянный Рай“ и даже некоторые черты Фауста»[52].

## Канонизация
Для палестинских монахов и жителей Иерусалима императрица Евдокия стала «новой Еленой». В ближневосточной христианской историографической традиции Евдокия предстаёт как праведная императрица. Икона X века с изображением императрицы свидетельствует о том, что к этому времени её уже почитали святой. По мнению агиолога Сергия (Спасского), Евдокия является местночтимой святой Константинопольской церкви и относится к числу святых, чьи имена взяты из синаксаря греческих богослужебных миней.

## Евдокия в искусстве
- Итальянский композитор Вивальди написал в 1728 году оперу «Афинаида» («L’Atenaide») по мотивам жизни императрицы Евдокии.
- Опера Франческо Арайи по либретто Джузеппе Бонекки «Венчанная Евдокия, или Феодосий II» («Eudossa incoronata, o sia Teodosio II») поставлена в 1751 году в Санкт-Петербурге[55]
- Брэдшоу, Джиллиан. Imperial Purple. Роман о ткачихе и её семье, соприкоснувшейся с заговором, приведшим к опале императрицы Евдокии (на русский язык не переведён).
- Малер, Элен А. (Helen A. Mahler). Empress of Byzantium. Роман о жизни императрицы Евдокии-Афинаиды (на русский язык не переведён).
- Ефимов, Игорь. Невеста Императора (другое название Пелагий Британец; журнальный вариант: Не мир, но меч. Хроника времён заката).
- Александрова, Татьяна. Евдокия Августа. Исторический роман. — М.: Изд-во Олега Пахмутова, 2016. — 504 с. ISBN 978-5-9908031-1-4. Тираж 300.
- Россиев Павел . Императрица Византии Афинаида - Евдокия. Повесть - Журнал «Душеполезное чтение» - 1906 г. № 2 стр. 101-106, 192-202, 411-422, 574-592